# 후게시군

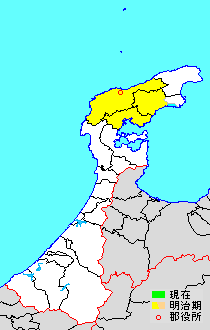
石川県鳳至郡の範囲

후게시군(鳳至郡)은 일본 이시카와현(노토국)에 있던 군이다. 2005년 3월 1일, 스즈군과 통합하여 호스군이 되었다.

## 군역
1878년 행정 구역으로 출범 당시의 군역은 아래 구역에 해당한다.
- 와지마시
- 호스군 아나미즈정
- 호스군 노토정의 대부분

## 역사
- 1878년 12월 17일 - 군구정촌 편제법이 이시카와현에서 시행되면서, 행정 구역으로서의 후게시군(鳳至郡)이 발족.

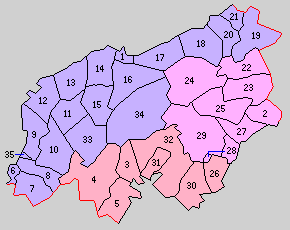
1.와지마정 2.우시쓰정 3.아나미즈촌 4.도보촌 5.시마자키촌 6.쓰루기지촌 7.니기시촌 8.아기시촌 9.모로오카촌 10.구시히촌 11.우라카미촌 12.시쓰라촌 13.니시호촌 14.오야촌 15.후게시다니촌 16.가와라다촌 17.고노스촌 18.나지미촌 19.마치노촌 20.니시마치촌 21.이와쿠라촌 22.야나기다촌 23.간마치촌 24.이와이도촌 25.간노촌 26.모로하시촌 27.산나미촌 28.우카와촌 29.야마다촌 30.가부토촌 31.나카이촌 32.난보쿠촌 33.혼고촌 34.미이촌 35.구로시마촌 (보라: 와지마시, 빨강: 아나미즈정, 분홍: 노토정)

- 1889년 4월 1일 - 정촌제 시행으로, 아래의 정촌이 발족. 따로 적은 경우 외에는 현 와지마시.(2정 33촌)

- 와지마정(輪島町)
- 우시쓰정(宇出津町): 현 호스군 노토정
- 아나미즈촌(穴水村): 현 호스군 아나미즈정
- 도보촌(東保村): 현 호스군 아나미즈정
- 시마자키촌(島崎村): 현 호스군 아나미즈정
- 쓰루기지촌(剱地村)
- 니기시촌(仁岸村)
- 아기시촌(阿岸村)
- 모로오카촌(諸岡村)
- 구시히촌(櫛比村)
- 우라카미촌(浦上村)
- 시쓰라촌(七浦村)
- 니시호촌(西保村)
- 오야촌(大屋村)
- 후게시다니촌(鳳至谷村)
- 가와라다촌(河原田村)
- 고노스촌(鵠巣村)
- 나지미촌(南志見村)
- 마치노촌(町野村)
- 니시마치촌(西町村)
- 이와쿠라촌(岩倉村)
- 야나기다촌(柳田村): 현 호스군 노토정
- 간마치촌(上町村): 현 호스군 노토정
- 이와이도촌(岩井戸村): 현 호스군 노토정
- 간노촌(神野村): 현 호스군 노토정
- 모로하시촌(諸橋村): 현 호스군 아나미즈정
- 산나미촌(三波村): 현 호스군 노토정
- 우카와촌(鵜川村): 현 호스군 노토정
- 야마다촌(山田村): 현 호스군 노토정
- 가부토촌(兜村): 현 호스군 아나미즈정
- 나카이촌(中居村): 현 호스군 아나미즈정
- 난보쿠촌(南北村): 현 호스군 아나미즈정
- 혼고촌(本郷村)
- 미이촌(三井村)
- 구로시마촌(黒島村)

- 1891년 7월 1일 - 군제 시행.
- 1903년 8월 22일 - 아나미즈촌이 정제 시행으로 아나미즈정(穴水町)이 됨.(3정 32촌)
- 1908년 4월 1일 - 아래의 정촌 통합이 시행됨. 각각 신설합병.(3정 22촌)
  - 아나미즈정 ← 아나미즈정, 시마자키촌, 도보촌
  - 쓰루기지촌 ← 쓰루기지촌, 니기시촌, 아기시촌
  - 오야촌 ← 오야촌, 후게시다니촌
  - 마치노촌 ← 니시마치촌, 이와쿠라촌, 마치노촌
  - 야나기다촌 ← 야나기다촌, 간마치촌, 이와이도촌
  - 우카와촌 ← 야마다촌, 우카와촌
- 1930년 1월 1일 - 구시히촌이 개칭과 정제 시행으로 몬젠정(門前町)이 됨.(4정 21촌)
- 1933년 7월 1일 - 나카이촌·난보쿠촌이 합병하여, 스미요시촌(住吉村)이 발족.(4정 20촌)
- 1939년 11월 3일 - 우카와촌이 정제 시행으로 우카와정(鵜川町)이 됨.(5정 19촌)
- 1940년 12월 20일 - 마치노촌이 정제 시행으로 마치노정(町野町)이 됨.(6정 18촌)
- 1954년 3월 31일(5정 5촌)
  - 몬젠정·구로시마촌·모로오카촌·시쓰라촌·우라카미촌·혼고촌이 합병하여, 새로이 몬젠정이 발족.
  - 와지마정·니시호촌·오야촌·가와라다촌·고노스촌·나지미촌·미이촌이 합병하여, 와지마시(輪島市)가 발족, 군에서 이탈.
  - 아나미즈정·住吉村·가부토촌이 합병하여, 새로이 아나미즈정이 발족.
- 1955년
  - 3월 10일 - 모로하시촌이 아나미즈정에 편입.(5정 4촌)
  - 3월 25일(5정 2촌)
    - 우시쓰정·산나미촌·간노촌의 일부(藤ノ瀬·宇加塚·曽又·鶴町)가 스즈군 오기정과 합병하여 노토정(能都町)이 발족.
    - 간노촌의 잔여부(神和住·中斎)가 야나기다촌에 편입.

  - 10월 10일 - 노토정의 일부(小木·越坂·市之瀬·明野)가 스즈군 마쓰나미정(후의 우치우라정)에 편입. (5정 2촌)
- 1956년 9월 30일(3정 1촌)
  - 쓰루기지촌이 몬젠정에 편입.
  - 우카와정이 노토정에 편입.
  - 마치노정이 와지마시에 편입.
- 2005년 3월 1일 - 아래의 변경에 따라 후게시군 폐지. 이시카와현에서 스즈군과 함께 최초로 폐지되었다.
  - 노토정(能都町)·야나기다촌이 스즈군 우치우라정과 합병하여 노토정(能登町)이 발족.
  - 노토정(能登町)과 후게시군의 나머지 2정(몬젠정·아나미즈정)의 구역으로 호스군(鳳珠郡)이 발족.